# 星光时代广场
星光时代广场是位于中国重庆市的大型购物中心，由国际建筑事务所Aedas设计，于2012年正式开业。

## 历史
星光时代广场位于江南大道，旨在成为南岸区的地标性建筑，作市中心的南面关口。跟其他中国城市不同，重庆较少阳光，所以星光时代广场以巨型玻璃天幕为室内公共空间自然采光。

## 奖项
星光时代广场获颁2013年全球RLI大奖RLI国际零售休闲项目优胜奖，而该奖项在2013年6月6日于伦敦进行颁奖典礼。